# Récords de América de natación
Los récords de América de natación son los registros de las mejores marcas obtenidas por nadadores de América. Las marcas son ratificadas por la Unión Americana de Natación y se clasifican en las pruebas realizadas en piscina de 50 metros (piscina olímpica) y en piscina de 25 metros.

## Piscina de 50 metros

### Récords americanos masculinos
| Prueba                    | Tiempo   | Nadador                                                    | País           | Fecha                   | Lugar                        |
| ------------------------- | -------- | ---------------------------------------------------------- | -------------- | ----------------------- | ---------------------------- |
| 50 m libre                | 20,91    | César Cielo                                                | Brasil         | 18 de diciembre de 2009 | São Paulo, Brasil            |
| 100 m libre               | 46,81    | Jack Alexy                                                 | Estados Unidos | 30 de julio de 2025     | Singapur                     |
| 200 m libre               | 1:42,96  | Michael Phelps                                             | Estados Unidos | 12 de agosto de 2008    | Pekín, China                 |
| 400 m libre               | 3:42,76  | Guilherme Costa                                            | Brasil         | 27 de julio de 2024     | París, Francia               |
| 800 m libre               | 7:38,67  | Robert Finke                                               | Estados Unidos | 26 de julio de 2023     | Fukuoka, Japón               |
| 1500 m libre              | 14:30,67 | Robert Finke                                               | Estados Unidos | 4 de agosto de 2024     | París, Francia               |
| 50 m espalda              | 23,71    | Hunter Armstrong                                           | Estados Unidos | 28 de abril de 2022     | Greensboro, Estados Unidos   |
| 100 m espalda             | 51,85    | Ryan Murphy                                                | Estados Unidos | 13 de agosto de 2016    | Río de Janeiro, Brasil       |
| 200 m espalda             | 1:51,92  | Aaron Peirsol                                              | Estados Unidos | 31 de julio de 2009     | Roma, Italia                 |
| 50 m braza                | 26,33    | Felipe Lima                                                | Brasil         | 9 de junio de 2019      | Mónaco                       |
| 100 m braza               | 58,14    | Michael Andrew                                             | Estados Unidos | 13 de junio de 2021     | Omaha, Estados Unidos        |
| 200 m braza               | 2:06,54  | Matt Fallon                                                | Estados Unidos | 19 de junio de 2024     | Indianápolis, Estados Unidos |
| 50 m mariposa             | 22,35    | Caeleb Dressel                                             | Estados Unidos | 22 de julio de 2019     | Gwangju, Corea del Sur       |
| 100 m mariposa            | 49,45    | Caeleb Dressel                                             | Estados Unidos | 31 de julio de 2021     | Tokio, Japón                 |
| 200 m mariposa            | 1:51,51  | Michael Phelps                                             | Estados Unidos | 29 de julio de 2009     | Roma, Italia                 |
| 200 m estilos             | 1:54,00  | Ryan Lochte                                                | Estados Unidos | 28 de julio de 2011     | Shanghái, China              |
| 400 m estilos             | 4:03,84  | Michael Phelps                                             | Estados Unidos | 10 de agosto de 2008    | Pekín, China                 |
| Relevos 4 × 100 m libre   | 3:08,24  | Michael Phelps Garrett Weber-Gale Cullen Jones Jason Lezak | Estados Unidos | 11 de agosto de 2008    | Pekín, China                 |
| Relevos 4 × 200 m libre   | 6:58,55  | Michael Phelps Ricky Berens David Walters Ryan Lochte      | Estados Unidos | 31 de julio de 2009     | Roma, Italia                 |
| Relevos 4 × 100 m estilos | 3:26,78  | Ryan Murphy Michael Andrew Caeleb Dressel Zachary Apple    | Estados Unidos | 1 de agosto de 2021     | Tokio, Japón                 |

### Récords americanos femeninos
| Prueba                    | Tiempo   | Nadadora                                                   | País           | Fecha                 | Lugar                           |
| ------------------------- | -------- | ---------------------------------------------------------- | -------------- | --------------------- | ------------------------------- |
| 50 m libre                | 23,91    | Kate Douglass                                              | Estados Unidos | 18 de febrero de 2024 | Doha, Catar                     |
| 50 m libre                | 23,91    | Gretchen Walsh                                             | Estados Unidos | 7 de junio de 2025    | Indianápolis, Estados Unidos    |
| 100 m libre               | 52,04    | Simone Manuel                                              | Estados Unidos | 26 de julio de 2019   | Gwangju, Corea del Sur          |
| 200 m libre               | 1:53,61  | Allison Schmitt                                            | Estados Unidos | 31 de julio de 2012   | Londres, Reino Unido            |
| 400 m libre               | 3:54,18  | Summer McIntosh                                            | Canadá         | 7 de junio de 2025    | Victoria, Canadá                |
| 800 m libre               | 8:04,12  | Katie Ledecky                                              | Estados Unidos | 3 de mayo de 2025     | Fort Lauderdale, Estados Unidos |
| 1500 m libre              | 15:20,48 | Katie Ledecky                                              | Estados Unidos | 16 de mayo de 2018    | Indianápolis, Estados Unidos    |
| 50 m espalda              | 26,97    | Katharine Berkoff                                          | Estados Unidos | 5 de junio de 2025    | Indianápolis, Estados Unidos    |
| 100 m espalda             | 57,13    | Regan Smith                                                | Estados Unidos | 18 de junio de 2024   | Indianápolis, Estados Unidos    |
| 200 m espalda             | 2:03,35  | Regan Smith                                                | Estados Unidos | 26 de julio de 2019   | Gwangju, Corea del Sur          |
| 50 m braza                | 29,40    | Lilly King                                                 | Estados Unidos | 30 de julio de 2017   | Budapest, Hungría               |
| 100 m braza               | 1:04,13  | Lilly King                                                 | Estados Unidos | 25 de julio de 2017   | Budapest, Hungría               |
| 200 m braza               | 2:18,50  | Kate Douglass                                              | Estados Unidos | 1 de agosto de 2025   | Singapur                        |
| 50 m mariposa             | 24,66    | Gretchen Walsh                                             | Estados Unidos | 4 de junio de 2025    | Indianápolis, Estados Unidos    |
| 100 m mariposa            | 54,60    | Gretchen Walsh                                             | Estados Unidos | 3 de mayo de 2025     | Fort Lauderdale, Estados Unidos |
| 200 m mariposa            | 2:01,99  | Summer McIntosh                                            | Canadá         | 31 de julio de 2025   | Singapur                        |
| 200 m estilos             | 2:05,70  | Summer McIntosh                                            | Canadá         | 9 de junio de 2025    | Victoria, Canadá                |
| 400 m estilos             | 4:23,65  | Summer McIntosh                                            | Canadá         | 11 de junio de 2025   | Victoria, Canadá                |
| Relevos 4 × 100 m libre   | 3:30,20  | Kate Douglass Gretchen Walsh Torri Huske Simone Manuel     | Estados Unidos | 27 de julio de 2024   | París, Francia                  |
| Relevos 4 × 200 m libre   | 7:40,01  | Claire Weinstein Anna Peplowski Erin Gemmell Katie Ledecky | Estados Unidos | 31 de julio de 2025   | Singapur                        |
| Relevos 4 × 100 m estilos | 3:49,34  | Regan Smith Kate Douglass Gretchen Walsh Torri Huske       | Estados Unidos | 3 de agosto de 2025   | Singapur                        |

### Récords americanos mixtos
| Prueba                    | Tiempo  | Nadadores                                           | País           | Fecha               | Lugar          |
| ------------------------- | ------- | --------------------------------------------------- | -------------- | ------------------- | -------------- |
| Relevos 4 × 100 m libres  | 3:18,48 | Jack Alexy Patrick Sammon Kate Douglass Torri Huske | Estados Unidos | 2 de agosto de 2025 | Singapur       |
| Relevos 4 × 100 m estilos | 3:37,43 | Ryan Murphy Nic Fink Gretchen Walsh Torri Huske     | Estados Unidos | 3 de agosto de 2024 | París, Francia |

## Piscina de 25 metros

### Récords americanos masculinos
| Prueba                    | Tiempo   | Nadador                                               | País           | Fecha                   | Lugar                         |
| ------------------------- | -------- | ----------------------------------------------------- | -------------- | ----------------------- | ----------------------------- |
| 50 m libre                | 19,90    | Jordan Crooks                                         | Islas Caimán   | 14 de diciembre de 2024 | Budapest, Hungría             |
| 100 m libre               | 44,95    | Jordan Crooks                                         | Islas Caimán   | 11 de diciembre de 2024 | Budapest, Hungría             |
| 200 m libre               | 1:38,61  | Luke Hobson                                           | Estados Unidos | 15 de diciembre de 2024 | Budapest, Hungría             |
| 400 m libre               | 3:34,38  | Kieran Smith                                          | Estados Unidos | 15 de diciembre de 2022 | Melbourne, Australia          |
| 800 m libre               | 7:30,41  | David Johnston                                        | Estados Unidos | 24 de agosto de 2022    | Sídney, Australia             |
| 1500 m libre              | 14:19,29 | Connor Jaeger                                         | Estados Unidos | 12 de diciembre de 2015 | Indianápolis, Estados Unidos  |
| 50 m espalda              | 22,53    | Ryan Murphy                                           | Estados Unidos | 25 de noviembre de 2021 | Eindhoven, Países Bajos       |
| 100 m espalda             | 48,33    | Coleman Stewart                                       | Estados Unidos | 29 de agosto de 2021    | Nápoles, Italia               |
| 200 m espalda             | 1:46,68  | Ryan Lochte                                           | Estados Unidos | 19 de diciembre de 2010 | Dubái, Emiratos Árabes Unidos |
| 50 m braza                | 25,38    | Nic Fink                                              | Estados Unidos | 18 de diciembre de 2022 | Melbourne, Australia          |
| 100 m braza               | 55,56    | Nic Fink                                              | Estados Unidos | 4 de diciembre de 2021  | Eindhoven, Países Bajos       |
| 200 m braza               | 2:01,60  | Nic Fink                                              | Estados Unidos | 16 de diciembre de 2022 | Melbourne, Australia          |
| 50 m mariposa             | 21,67    | Ilya Kharun                                           | Canadá         | 11 de diciembre de 2024 | Budapest, Hungría             |
| 100 m mariposa            | 47,78    | Caeleb Dressel                                        | Estados Unidos | 21 de noviembre de 2020 | Budapest, Hungría             |
| 200 m mariposa            | 1:48,24  | Ilya Kharun                                           | Canadá         | 12 de diciembre de 2024 | Budapest, Hungría             |
| 100 m estilos             | 49,28    | Caeleb Dressel                                        | Estados Unidos | 22 de noviembre de 2020 | Budapest, Hungría             |
| 200 m estilos             | 1:49,51  | Shaine Casas                                          | Estados Unidos | 10 de diciembre de 2024 | Budapest, Hungría             |
| 400 m estilos             | 3:55,50  | Ryan Lochte                                           | Estados Unidos | 16 de diciembre de 2010 | Dubái, Emiratos Árabes Unidos |
| Relevos 4x50 m libre      | 1:21,80  | Caeleb Dressel Ryan Held Jack Conger Michael Chadwick | Estados Unidos | 14 de diciembre de 2018 | Hangzhou, China               |
| Relevos 4 x 100 m libre   | 3:01,66  | Jack Alexy Luke Hobson Kieran Smith Chris Guiliano    | Estados Unidos | 10 de diciembre de 2024 | Budapest, Hungría             |
| Relevos 4x200 m libre     | 6:40,51  | Luke Hobson Carson Foster Shaine Casas Kieran Smith   | Estados Unidos | 13 de diciembre de 2024 | Budapest, Hungría             |
| Relevos 4x50 m estilos    | 1:30,37  | Ryan Murphy Nic Fink Shaine Casas Michael Andrew      | Estados Unidos | 17 de diciembre de 2022 | Melbourne, Australia          |
| Relevos 4 x 100 m estilos | 3:18,98  | Ryan Murphy Nic Fink Trenton Julian Kieran Smith      | Estados Unidos | 18 de diciembre de 2022 | Melbourne, Australia          |

### Récords americanos femeninos
| Prueba                    | Tiempo   | Nadadora                                                     | País           | Fecha                   | Lugar                        |
| ------------------------- | -------- | ------------------------------------------------------------ | -------------- | ----------------------- | ---------------------------- |
| 50 m libre                | 22,83    | Gretchen Walsh                                               | Estados Unidos | 15 de diciembre de 2024 | Budapest, Hungría            |
| 100 m libre               | 50,31    | Gretchen Walsh                                               | Estados Unidos | 12 de diciembre de 2024 | Budapest, Hungría            |
| 200 m libre               | 1:51,49  | Mary-Sophie Harvey                                           | Canadá         | 15 de diciembre de 2024 | Budapest, Hungría            |
| 400 m libre               | 3:50,25  | Summer McIntosh                                              | Canadá         | 10 de diciembre de 2024 | Budapest, Hungría            |
| 800 m libre               | 7:57,42  | Katie Ledecky                                                | Estados Unidos | 5 de noviembre de 2022  | Indianápolis, Estados Unidos |
| 1500 m libre              | 15:08,24 | Katie Ledecky                                                | Estados Unidos | 29 de octubre de 2022   | Toronto, Canadá              |
| 50 m espalda              | 25,23    | Regan Smith                                                  | Estados Unidos | 13 de diciembre de 2024 | Budapest, Hungría            |
| 100 m espalda             | 54,02    | Regan Smith                                                  | Estados Unidos | 15 de diciembre de 2024 | Budapest, Hungría            |
| 200 m espalda             | 1:58,04  | Regan Smith                                                  | Estados Unidos | 15 de diciembre de 2024 | Budapest, Hungría            |
| 50 m braza                | 28,56    | Alia Atkinson                                                | Jamaica        | 6 de octubre de 2018    | Budapest, Hungría            |
| 100 m braza               | 1:02,36  | Alia Atkinson                                                | Jamaica        | 6 de diciembre de 2014  | Doha, Catar                  |
| 100 m braza               | 1:02,36  | Alia Atkinson                                                | Jamaica        | 26 de agosto de 2016    | Chartres, Francia            |
| 200 m braza               | 2:12,50  | Kate Douglass                                                | Estados Unidos | 13 de diciembre de 2024 | Budapest, Hungría            |
| 50 m mariposa             | 23,94    | Gretchen Walsh                                               | Estados Unidos | 10 de diciembre de 2024 | Budapest, Hungría            |
| 100 m mariposa            | 52,71    | Gretchen Walsh                                               | Estados Unidos | 14 de diciembre de 2024 | Budapest, Hungría            |
| 200 m mariposa            | 1:59,32  | Summer McIntosh                                              | Canadá         | 12 de diciembre de 2024 | Budapest, Hungría            |
| 100 m estilos             | 55,11    | Gretchen Walsh                                               | Estados Unidos | 13 de diciembre de 2024 | Budapest, Hungría            |
| 200 m estilos             | 2:01,63  | Kate Douglass                                                | Estados Unidos | 10 de diciembre de 2024 | Budapest, Hungría            |
| 400 m estilos             | 4:15,48  | Summer McIntosh                                              | Canadá         | 14 de diciembre de 2024 | Budapest, Hungría            |
| Relevos 4x50 m libre      | 1:33,89  | Torri Huske Claire Curzan Erika Brown Kate Douglass          | Estados Unidos | 15 de diciembre de 2022 | Melbourne, Australia         |
| Relevos 4 x 100 m libre   | 3:25,01  | Kate Douglass Katharine Berkoff Alex Shackell Gretchen Walsh | Estados Unidos | 10 de diciembre de 2024 | Budapest, Hungría            |
| Relevos 4x200 m libre     | 7:30,13  | Alex Walsh Paige Madden Katie Grimes Claire Weinstein        | Estados Unidos | 12 de diciembre de 2024 | Budapest, Hungría            |
| Relevos 4x50 m estilos    | 1:42,38  | Olivia Smoliga Katie Meili Kelsi Dahlia Mallory Comerford    | Estados Unidos | 12 de diciembre de 2018 | Hangzhou, China              |
| Relevos 4 x 100 m estilos | 3:40,41  | Regan Smith Lilly King Gretchen Walsh Kate Douglass          | Estados Unidos | 15 de diciembre de 2024 | Budapest, Hungría            |

### Récords americanos mixtos
| Prueba                 | Tiempo  | Nadadores                                               | País           | Fecha                   | Lugar                |
| ---------------------- | ------- | ------------------------------------------------------- | -------------- | ----------------------- | -------------------- |
| Relevos 4x50 m libres  | 1:27,89 | Caeleb Dressel Ryan Held Mallory Comerford Kelsi Dahlia | Estados Unidos | 12 de diciembre de 2018 | Hangzhou, China      |
| Relevos 4x50 m estilos | 1:35,15 | Ryan Murphy Nic Fink Kate Douglass Torri Huske          | Estados Unidos | 14 de diciembre de 2022 | Melbourne, Australia |

- Datos: Q3931325